# Tatjana Krajnova
Tatjana Krajnova, född 7 juni 1967 i Leningrad, är en före detta sovjetisk volleybollspelare.
Krajnova blev olympisk guldmedaljör i volleyboll vid sommarspelen 1988 i Seoul.